# Словенска Вес
Словенска Вес (слч. Slovenská Ves) насељено је мјесто са административним статусом сеоске општине (слч. obec) у округу Кежмарок, у Прешовском крају, Словачка Република.

## Становништво
| Година:    | 1994. | 2004.   | 2014.   | 2024.   |
| ---------- | ----- | ------- | ------- | ------- |
| Број људи: | 1707  | 1787    | 1866    | 1859    |
| Разлика:   |       | +4,68 % | +4,42 % | -0,37 % |

| Година:    | 2023. | 2024.   |
| ---------- | ----- | ------- |
| Број људи: | 1846  | 1859    |
| Разлика:   |       | +0,70 % |

Према подацима о броју становника из 2011. године насеље је имало 1.864 становника.